# 傑佛遜鎮區 (印地安納州瑞士縣)
傑佛頓鎮區（英語：Jefferson Township）是位於美國印地安納州瑞士縣的一個行政鎮區。

## 地方資料
根據2010年美國人口普查的數據，傑佛頓鎮區的面積為96.30平方千米，當中陸地面積為95.70平方千米，而水域面積為0.70平方千米。當地共有人口3167人，而人口密度為每平方千米32.89人。